# Фізична неклонуєма функція
Фізична неклонуєма функція (також фізична неклонована функція або PUF) — фізичний об'єкт, який для певних умов і входу, забезпечує фізично визначений «цифровий відбиток», який служить унікальним ідентифікатором, як правило для напівпровідникових приладів, таких як мікропроцесор. Найчастіше, ФНФ базуються на унікальних фізичних варіаціях, які природно виникають під час виробництва напівпровідників. ФНФ — це фізична сутність, втілена у фізичній структурі. В наші дні, ФНФ зазвичай реалізуються в інтегральних схемах і застосовуються у разі високих вимог до безпеки, наприклад в криптографії.

## Історія
Перші згадки про системи, які використовують фізичні властивості невпорядкованих систем для цілей автентифікації, датуються 1983 роком (Бодер) і 1984 (Сіммонс). Наккаке і Фреманто розробили схему автентифікації для карт пам'яті в 1992 році. Терміни ФОФ (фізична одностороння функція) та ФНФ (фізична неклонуєма функція) були введені в 2001 та 2002. Ця остання публікація описує першу інтегровану ФНФ, де на відміну від ФНФ, заснованих на оптиці, вимірювальна схема та ФНФ інтегровані в одну і ту ж електричну схему(і виготовлені на кремнії).
З 2010 по 2013 рік, ФНФ привертали увагу на ринку смарт-карток як перспективний спосіб створення криптографічних ключів, унікальних для окремих смарт-карток.
На сьогодні, ФНФ закріпились як безпечна альтернатива підтримуваємого батареями сховища секретних ключів в комерційних ПКВМ, таких як Xilinx Zynq Ultrascale+ та Altera Stratix 10.

## Концепт
ФНФ залежать від унікальності їх фізичної мікроструктури. Ця мікроструктура залежить від випадкових фізичних факторів, введених під час виготовлення. Ці фактори непередбачувані та неконтрольовані, що робить неможливим дублювання або клонування структури.
Замість того, щоб втілювати єдиний криптографічний ключ, ФНФ використовують автентифікацію виклик-відповідь для оцінки цієї мікроструктури. Коли фізичний стимул подається на структуру, вона реагує непередбачувано (але повторювано) через складну взаємодію стимула з фізичною мікроструктурою пристрою. Застосований стимул називається викликом, а реакція ФНФ — відповіддю. Конкретний виклик та належна відповідь разом утворюють пару виклик-відповідь. Ідентичність пристрою визначається властивостями самої мікроструктури. Оскільки ця структура не розкривається безпосередньо механізмом виклик-відповідь, такий пристрій стійкий до спуфінг-атак.
Використовуючи нечіткий екстрактор або схему нечітких зобов'язань, які неоптимальні з точки зору розміру сховища та витоку конфіденційності, або використовуючи вкладені полярні коди, які можна зробити асимптотично оптимальними, можна витягти унікальний сильний криптографічний ключ із фізичної мікроструктури. Однаковий унікальний ключ реконструюється кожного разу, коли ФНФ оцінюється.
Неклонуємість означає, що кожен пристрій ФНФ має унікальну і непередбачувану відповідь на виклики, навіть якщо він був виготовлений за тим же процесом, що і подібний пристрій. Неможливо побудувати ФНФ з такою ж поведінкою виклик-відповідь, як будь який інший пристрій ФНФ, оскільки абстолютно точний контроль за виробничим процесом неможливий. Математична неклонуємість означає, що дуже важко обчислити невідому відповідь, враховуючи інші пари виклик-відповідь. Це пояснюється тим, що відповідь створюється після складної взаємодії виклику з багатьма або всіма випадковими компонентами. Іншими словами, з огляду на конструкцію системи ФНФ, не знаючи всіх фізичних властивостей випадкових компонентів, пари виклик-відповідь вкрай непередбачувані. Поєднання фізичної та математичної неклонуємості робить ФНФ по справжньому неклонуємою.
Завдяки цим властивостям ФНФ можна використовувати як унікальний і незмінний ідентифікатор пристрою. ФНФ також можна використовувати для безпечної генерації та зберігання ключів, а також в користі джерела випадковості.

## Типи
Існує понад 40 типів ФНФ: від тих, які оцінюють внутрішній елемент вже існуючої інтегрованої електронної системи до пристроїв, що передбачають явне введення випадкових розподілів частинок на поверхню фізичних об'єктів для автентифікації. Усі ФНФ піддаються змінам навколишнього середовища, як температура, напруга живлення та електромагнітні завади, що можуть вплинути на їх роботу. Отже, реальною силою ФНФ є їх здатність відрізнятися між пристроями, але одночасно бути однаковими в різних умовах навколишнього середовища на одному пристрої.

## Виправлення помилок
У багатьох застосуваннях важливо, щоб вихід був стабільним. Якщо ФНФ використовується в криптографічних алгоритмах, необхідно виправити помилки, спричинені фізичними процесами, для того, щоб реконструювати абсолютно однаковий ключ кожного разу та за будь-яких умов. Існує два основних метода коригування: попередня обробка та виправлення помилок після обробки.
Були розроблені стратегії, які призводять до того, що СОПДД ФНФ з часом стає більш надійним, при тому не погіршуючи безпеку та ефективність.
Дослідження в університеті Карнегі-Меллона щодо різних застосувань ФНФ виявили, що деякі методи зменшення помилок здатні виправити від 70 до 100 відсотків помилок у відповіді ФНФ.
Дослідження в Массачусетському університеті в Емгерсті з метою підвищення надійності ключів, генерованих СОПДД ФНФ, запропонували метод для зменшення частоти помилок.
Також, інтегровані полярні коди використовуються для векторного квантування та виправлення помилок. Їх ефективність асимптотично оптимальна для заданої довжини блоку, з точки зору максимальної кількості згенерованих секретних бітів, мінімальної кількості витоку приватної інформації про виходи ФНФ та мінімальної необхідної ємності сховища.

## Доступність
- ФНФ-технологія ліцензується такими компаніями, як eMemory,[24] або її дочірньою компанією, PUFsecurity[25], Enthentica[26], ICTK, Intrinsic ID,[27] Invia, QuantumTrace та Verayo.
- Технологія ФНФ була впроваджена на декількох апаратних платформах, включаючи Microsemi SmartFusion2,[28] NXP SmartMX2,[29] Coherent Logix HyperX, InsideSecure MicroXsafe, Altera Stratix 10,[30] Redpine Signals WyzBee та Xilinx Zynq Ultrascale+.[31]

## Вразливості
У 2011 році, університетські дослідження показали, що ФНФ на основі затримок вразливі до атак сторонніми каналами і рекомендує застосовувати контрзаходи у розробці для запобігання цьому типу атак. Крім того, невірна реалізація ФНФ може бути причиною появи бэкдору в системі. У червні 2012 року Домінік Мерлі, науковець з Науково-дослідного інституту прикладної та інтегрованої безпеки(AISEC) заявив, що ФНФ вводить додаткові вразливості, і що більш детальне дослідження вразливостей ФНФ необхідне, перш ніж використовувати їх в застосуваннях, пов'язаних з безпекою. Представлені атаки стосуються ФНФ, реалізованих в небезпечних системах, таких як FPGA або СОПДД.
У 2015 році, деякі дослідження стверджували, що можливо атакувати певні види ФНФ за лічені мілісекунди, використовуючи недороге обладнання. Команда з Рурського університету в Бохумі, Німеччина, продемонструвала метод створення моделі XOR Arbiter PUF, і таким чином, змогла передбачити їх реакцію на будь-який виклик. Цей метод вимагає лише 4 пари виклик-відповідь, генерація яких не займає більше 200мс навіть на обмежених пристроях. За допомогою цього методу та пристрою за 25$, або смартфона з підтримкою NFC, команда змогла успішно клонувати RFID картки на основі ФНФ, що знаходились в гаманці користувачів у їх задній кишені.

### Атаки методом машинного навчання
Згадані вище атаки можуть бути інвазивними та неінвазивними. Одним з найбільш відомих типів неінвазивних атак є метод машинного навчання(МН). З початку ери ФНФ, уразливість до такого типу атак викликала сумніви. У зв'язку з відсутністю ретельного аналізу та математичних доказів безпеки ФНФ, в літературі були представлені атаки на ці пристрої. Отже, контрзаходи, запропоновані для подолання цих атак, менш ефективні. Відповідно до цих зусиль, передбачається, що ФНФ можна розглядати як схеми, які важко зламати. У відповідь було запропоновано математичну основу, де були введені доказові алгоритми МН проти кількох відомих сімейств ФНФ.
Для оцінки безпеки ФНФ від атак методом МН, в спільноту апаратної безпеки були введені та зроблені загальнодоступними алгоритми тестування властивостей. Коріння цих алгоритмів ведуть до усталених галузей досліджень, а саме тестування властивостей, теорії машинного навчання та булевого аналізу.
Атаки МН можна застосовувати до ФНФ також тому, що більшість методів перед та післяобробки, що застосовувались дотепер, ігнорують ефект кореляції між виходами схеми ФНФ. Наприклад, отримання одного біта шляхом порівняння двох виходів кільцевого осцилятора є методом зменшення кореляції. Однак цей метод не усуває усю кореляцію. Отже, класичні перетворення застосовуються до вихідних даних ФНФ-схеми для їх декореляції перед квантуванням виходів в області перетворення для генерації послідовності бітів. Такі методи декорреляції можуть допомогти подолати витік інформації на основі кореляції про виходи ФНФ, навіть якщо температура навколишнього середовища та напруга живлення змінюються.